# Anderten (Adelsgeschlecht)
Von Anderten war der Name einer seit 1301 bekundeten Familie in Hannover, die über mehrere Jahrhunderte Kaufleute und Ratsherren und Bürgermeister in der Stadt stellte. Die Familie zählte ähnlich wie das Adelsgeschlecht von Windheim oder die Patriziergeschlechter Türke und Volger zu den angesehenen Familien Hannovers, ähnlich wie die späteren Hübschen Familien.

## Geschichte

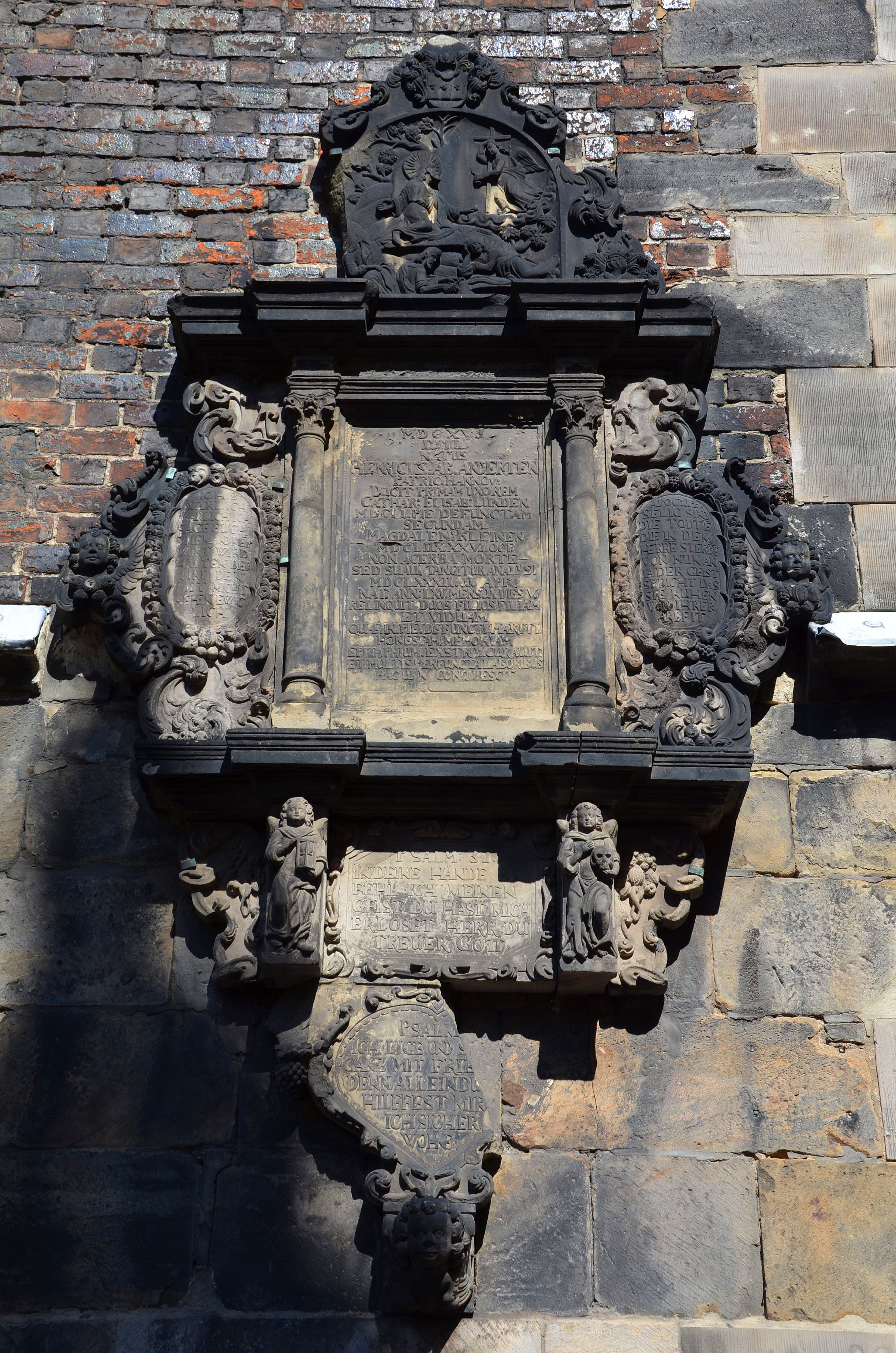
Epitaph eines noch unidentifizierten Meisters rechts vom Portal der Marktkirche in Hannover für Heinrich (Hinricus) von Anderten († 1682), „Patric. Hannov. ...“

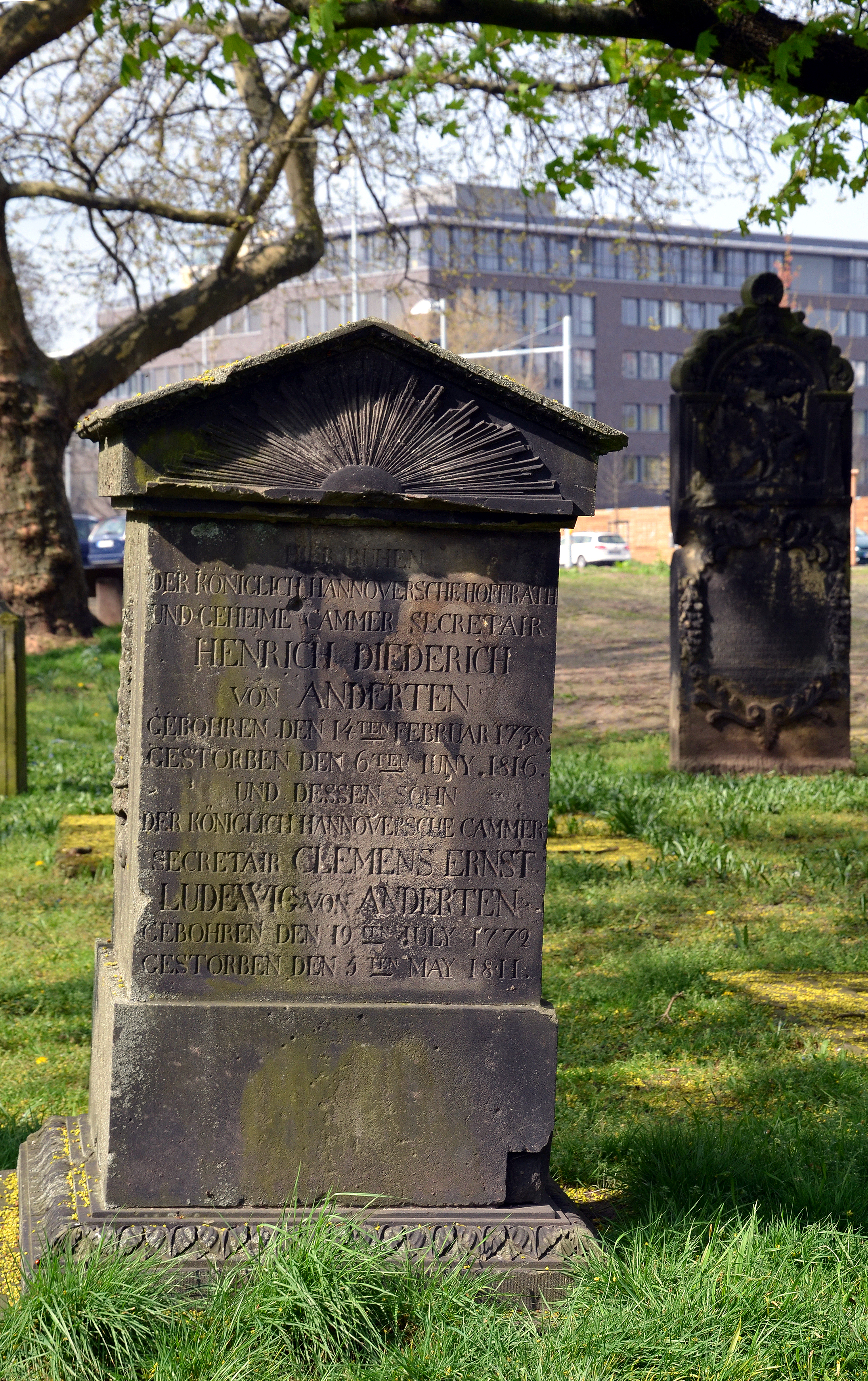
Grabmal für Heinrich (Henrich) Diederich von Anderten (1738–1816) und Clemens Ernst August Ludewig von Anderten (1772–1811) auf dem Alten St. Nikolai-Friedhof in Hannover

Am 30. März 1301 erlaubte Dietrich von Alten den Tausch zweier Hausstellen in Anderten zwischen dem Kloster Marienrode einerseits und dem Henricum dictum Sigeringhe, civem in Anderten (Heinrich genannt Sigering, Bürger in Anderten) vor Hannover. In dem im selben Jahr begonnenen ältesten hannoverschen Bürgerbuch wurde 1310 ein Thidericus de Anderten und 1317 ein Henricus cognatus Henrici de Anderten eingetragen.
Seit dem Ende des 14. Jahrhunderts bis zum Anfang des 16. Jahrhunderts stellte die Familie folgende Bürgermeister:
- 1398–1424: Volkmer von Anderten;[1]
- 1425–1460: Diderik von Anderten;[1]
- 1477: Diederik von Anderten, von 1447 bis 1493 zugleich Ratsherr der Stadt;[1]
- 1494–1501: Volkmer von Anderten.[1]

Der Bruder von Diederik, Volkmar von Anderten († 9. März 1481),  war Lübecker Domherr und stiftete 1479 eine Büchersammlung, „von der (als Bestandteil der sog. Ratsbibliothek) 19 Handschriftenbände u. 44 Inkunabeln überliefert sind“. Mit dem Vermächtnis war zugleich ein Stipendium verbunden, das über mehrere Jahrhunderte hinweg Bestand hatte. Volkmar von Andertens Büchersammlung bildete zusammen mit der Schenkung des Konrad von Sarstedt den Grundstock der Stadtbibliothek Hannover.
1596 wurde der Reichsadel (als Briefadel) bestätigt für Joachim von Anderten, Fürstlich Mindenscher Stiftsrat.
1622 bis 1624 errichtete der Ratsmaurermeister Joachim Pape für Ludolf von Anderten und seinen Schwiegersohn Georg Türcke den Ursprungsbau des (später so genannten) Hauses der Väter an der Leinstraße nahe der Mühlenstraße.
Als sich das Universalgenie Gottfried Wilhelm Leibniz 1687 bis 1690 auf einer Forschungsreise befand, wurde in seiner Abwesenheit 1688 seine Wohnung samt seiner Bibliothek in Hannover vom Leineschloss in das Haus der Witwe Anderten in der Leinstraße (heute: Hannah-Arendt-Platz) verlegt, bevor zehn Jahre später ein erneuter Umzug in das Leibnizhaus erfolgte.
Heinrich Diederich von Anderten (1738–1816) war Königlich hannoverscher Hofrat und Geheimer Kammersekretär. Ebenso wie sein Sohn, Clemens Ernst August Ludewig von Anderten (1772–1811), königlich hannoverscher Kammersekretär, wurde er auf dem Alten St.-Nikolai-Friedhof begraben; ihr Grabmal mit dem Wappen der Familie auf der Rückseite hat sich bis heute erhalten. Es zeigt drei Löwenköpfe auf Querbalken und als Grabsymbole eine Sonne und eine gestürzte Fackel.
Das Stadtviertel Andertenhausen im Celler Ortsteil Wietzenbruch wurde nach dem Landgut von Heinrich von Anderten benannt.

## Ehrungen
- Der im Jahr 1800 bestehende Gartenweg In der Wisch (in der späteren Calenberger Neustadt) wurde 1845 amtlich in Andertensche Wiese umbenannt. An der Straße zwischen den (späteren) Straßenzügen Brühlstraße und Dreyerstraße gehörten nach den Hannoverschen Geschichtsblättern von 1914 „die Ländereien daselbst [...] der stadthannoverschen Patrizierfamilie von Anderten“.[10]

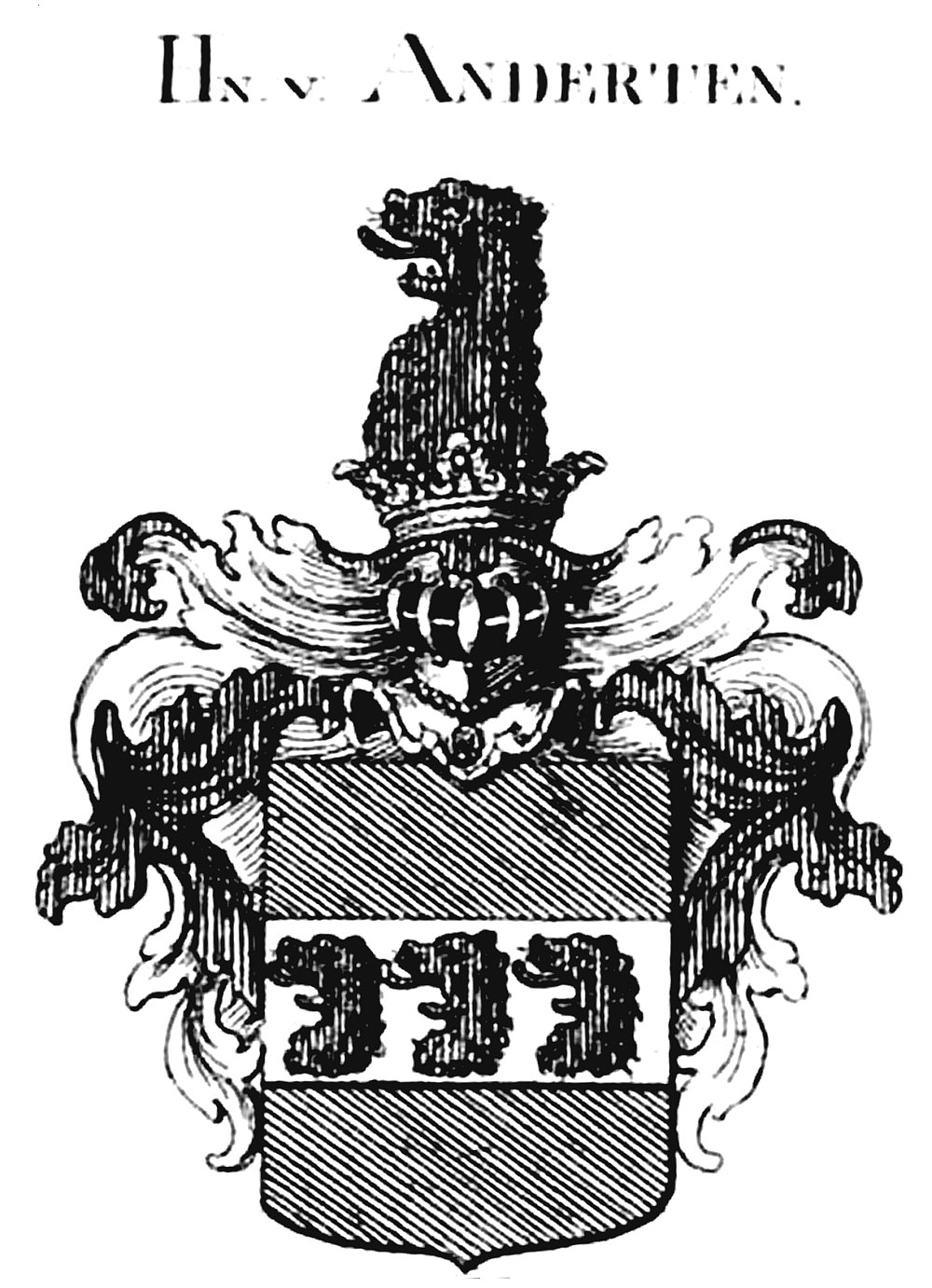
Wappen derer von Anderten

## Wappen
In Grün ein silberner, mit drei roten Löwenköpfen belegter Balken. Auf dem Helm mit rot-silbernen Decken ein roter Löwenkopf.